# Münster
Münster (/ mʊnstər /; nemški izgovor: [mʏnstɐ]; nizozemsko Mönster; latinsko Monasterium, iz grške μοναστήριον monastērion – 'samostan') je neodvisno mesto (Kreisfreie Stadt) v Severnem Porenju - Vestfaliji, v Nemčiji. To je v severnem delu države in velja za kulturno središče regije Vestfalija. Prav tako je glavno mesto regije Münsterland. Münster je bil kraj uporništva anabaptistov med protestantsko reformacijo in kraj podpisa Vestfalske pogodbe, ki je končal tridesetletno vojno leta 1648. Danes je znan kot kolesarska prestolnica Nemčije.
Münster je leta 1915 pridobil status Großstadt (veliko mesto) z več kot 100.000 prebivalci. Od leta 2014 v mestu živi več kot 300.000 ljudi, od katerih je približno 60.000 študentov (le manjši del  med njimi je doma iz Münstra).

## Zgodovina

### Zgodnja zgodovina
Leta 793 je Karel Veliki poslal Ludgerja kot misijonarja, ki je pokristjanjeval Münsterland.  Leta 797 je Ludger ustanovil šolo, ki je kasneje postala stolnična šola. Gimnazija Paulinum sledi svoji zgodovini nazaj v to šolo. Ludger je bil posvečen kot prvi škof Münstra. Prva stolnica je bila končana leta 850. Kombinacija broda in križišča, trga, škofovskega administrativnega centra, knjižnice in šole, se je Münster uveljavil kot pomemben center. Leta 1040 je Henrik III. postal prvi kralj Nemčije, ki je obiskal Münster.

### Srednji vek in zgodnja moderna doba
V srednjem veku je bil volilni knez Münstra vodilni član Hanseatske zveze. Med letoma 1358 in 1454 je Münster pridobil velik pomen kot član, od leta 1494 pa kot vorort Hanseatske zveze v Vestfaliji. Prinzipalmarkt v središču mesta stojijo razkošne trgovske hiše, ki segajo v to obdobje.
Leta 1534 so anabaptisti, ki jih je vodil Jan van Leiden, po uporu prevzeli oblast v Münstru in ustanovili demokratično proto-socialistično državo. Zahtevali so vse premoženje, zažgali vse knjige razen Biblije in ga imenovali »Novi Jeruzalem«. Jan van Leiden je verjel, da je izvoljen, da zavzame ves svet in ga očisti zla z mečem v pripravah na Jezusov drugi prihod in začetek tisočletja. Šli so tako daleč, da so bili vsi državljani goli kot priprava na drugi prihod. Mesto je bilo osvobojeno leta 1535; anabaptisti so bili mučeni do smrti, njihova trupla so bila razstavljena v kovinskih košarah ali kletkah, ki jih je še vedno mogoče videti, kako visijo s stolpa cerkve svetega Lamberta.
Del podpisa Vestfalskega miru iz leta 1648 je potekal v Münstru. Ta je končal tridesetletno in osemdesetletno vojno. Zagotovil je tudi prihodnost volilnega knezoškofa in škofijo; območje naj bi bilo izključno rimskokatoliško.

### 18., 19. in zgodnje 20. stoletje
Zadnja izjemna palača nemškega baroka je nastala po načrtih Johanna Conrada Schlauna. Univerza v Münstru (danes imenovana Westfälische Wilhelms-Universität Münster, WWU) je bila ustanovljena leta 1780, in je danes velik evropski center odličnosti v izobraževanju in raziskavah z več fakultetami humanistike, teologije, znanosti, podjetništva in prava. Trenutno je vpisanih približno 40.000 dodiplomskih in podiplomskih študentov. Münster je leta 1802 med napoleonskimi vojnami osvojila Prusija. Bil je tudi del Velikega vojvodstva Berg med letoma 1806 in 1811 ter departma Lippe Prvega francoskega cesarstva med letoma 1811 in 1813, preden se je vrnila pod Prusijo. Postala je glavno mesto pruske province Vestfalija. Stoletje kasneje leta 1899 je začelo delovati mesto pristanišče, ko je bilo mesto povezano s kanalom Dortmund-Ems.

### Druga svetovna vojna
V 1940-ih je bil münstrski škof, kardinal Clemens August, grof Galenski, eden najpomembnejših kritikov nacistične vlade. V maščevanju za njegov uspeh (New York Times je opisal škofa von Galena kot »najbolj trdovratnega nasprotnika nacionalsocialističnega protikrščanskega programa«) je bil Münster med drugo svetovno vojno močno oborožen,  pet velikih kompleksov vojašnic je še vedno značilnost mesta. Münster je bil sedež (Hauptsitz)  6. vojaškega okrožja (Wehrkreis) nemškega Wehrmachta pod poveljstvom Gerharda Glokkeja in General der Infanterie. Prvotno sestavljena iz Vestfalije in Porenja, po bitki za Francijo je bila razširjena tako, da je vključevala okrožje Eupen - Malmedy v Belgiji. Poveljstvo je nadzorovalo vojaške operacije v Münstru, Essnu, Düsseldorfu, Wuppertalu, Bielefeldu, Coesfeldu, Paderbornu, Herfordu, Mindenu, Detmoldu, Lingenu, Osnabrücku, Recklinghausenu, Gelsenkirchenu in Kölnu.
Münster je bil dom VI. in XXIII. pehotnega korpusa (Armeekorps), pa tudi XXXIII. in LVI. Panzerkorps. Münster je bil tudi dom 6., 16. in 25. tankovske divizije; 16. divizije Panzergrenadier; in 6., 26., 69., 86., 106., 126., 196., 199., 211., 227., 253., 254., 264., 306., 326., 329., 336., 371., 385. in 716. pete divizije.
25. oktobra 1944 je bil bombardiran iz 34 bombnikov B-24 Liberator, med misijo na bližnji primarni cilj, tovarno za sintetično olje Scholven / Buer v Gelsenkirchnu. Približno 91% starega mesta in 63% celotnega mesta so uničili zračni napadi zavezniških sil . 17. zračna divizija ZDA, ki je bila del standardne vloge pehote, je 2. aprila 1945 napadla Münster z britansko 6. brigado v kopenskem napadu in se borila v mestnem središču, ki je bil v naslednjem dnevu končan.

### Povojno obdobje
Od leta 1946 do leta 1998 je bila v Münstru latvijska srednja šola, leta 1947 pa je bila v Münstru ustanovljena ena izmed največjih od približno 93 latvijskih knjižnic na zahodu.
V 1950-ih je bilo staro mesto obnovljeno v skladu s svojim predvojnim stanjem, čeprav so bile številne okoliške stavbe nadomeščene s cenejšimi modernimi strukturami. Prav tako je bilo več desetletij mesto garnizona za britanske sile, nameščene v Zahodni Nemčiji.

### Po združitvi Nemčij
Leta 2004 je Münster dobil častno priznanje: nagrado LivCom za najbolj živahno mesto na svetu s populacijo med 200.000 in 750.000. Münster je znan po prijaznosti do kolesarjev in študentskem značaju, ki je posledica vpliva univerze Westfälische Wilhelms Universität Münster.

## Geografija

### Lega
Münster leži ob reki Ai, približno 15 kilometrov južno od sotočja z Emsom v Vestfalskem Bightu, pokrajini, ki je značilna po razpršenih naseljih in kmetijah, tako imenovana Münsterland. Wolstonski sedimenti hribovitega grebena, imenovanega Münsterländer Kiessandzug, prečkajo mesto od severa do juga. Najvišja vzpetina je Mühlenberg na severozahodumesta s 97 m nadmorske višine. Najnižja višina je ob Emsu s 44 m nadmorske višine. Središče mesta je na  60 m nadmorske višine, merjeno na Prinzipalmarktu pred zgodovinsko mestno hišo.
Nizozemsko mesto Enschede je približno 65 km severozahodno od Münstra. Druga večja mesta v bližini so Osnabrück, približno 44 km proti severu, Dortmund, približno 61 km proti jugu in Bielefeld, približno 62 km na vzhodu.
Münster je eno od 42 aglomeracijskih območij in eno največjih nemških mest glede na območje. Vključuje več redko naseljenih podeželskih območij, ki so bila prej samostojna, dokler niso bila združena leta 1975. Tako je skoraj polovica mestnega območja kmetijska, kar ima za posledico nizko gostoto prebivalstva, približno 900 prebivalcev na km2.

### Prebivalstvo
Pozidano območje mesta je precej razširjeno. Ni nebotičnikov in le nekaj visokih stavb, zelo veliko je samostojnih hiš in dvorcev. Gostota prebivalstva v središču mesta dosega približno 15.000 prebivalcev na km2. Izračun gostote prebivalstva, ki temelji na dejanskem naseljenem območju, je približno 2890 prebivalcev na km².
Urbano območje obsega 302,91 kvadratnih kilometrov in ima 57,54 kvadratnih kilometrov pokritih s stavbami in 25,73 km² prometnih površin, ostalo je kmetijska raba in rekreacijske površine, vode, gozdovi in drugo.

### Podnebje
Dobro znani izrek v Münstru je: »Entweder es regnet oder es läuten die Glocken. Und wenn beides zusammen fällt, dann ist Sonntag« (Bodisi pada ali zvonijo cerkveni zvonovi. In če se zgodita oba istočasno, je nedelja.), v resnici pa je dežja približno 758 mm letno, kar je blizu povprečja padavin v Nemčiji. Dojemanje mesta Münster kot deževnega mesta ne povzroča absolutna količina padavin, ampak nadpovprečno število deževnih dni s sorazmerno majhnimi količinami padavin. Povprečna temperatura je 9,4 °C s približno 1500 sončnimi urami na leto. Posledično je Münster primerljiv z drugimi nemškimi mesti. Zima v Münstru je precej blaga,  sneženje ni pogosto. Temperatura v poletnem času ustreza povprečju v Nemčiji.

### Sosednja mesta in okrožja
Münster meji na naslednja mesta in občine, imenovane po smeri urinega kazalca in se začne na severozahodu: Altenberge in Greven (okrožje Steinfurt), Telgte, Everswinkel, Sendenhorst in Drensteinfurt (okrožje Warendorf), kot tudi Ascheberg, Senden in Havixbeck Coesfeld).

### Mestna okrožja
Mesto je razdeljeno na šest upravnih okrožij ali Stadtbezirke: "Mitte" (Srednje), "Nord" (severno), "Ost" (vzhod), "Zahod", "Süd-Ost" (jugovzhod) in "Hiltrup" . Vsako okrožje zastopa svet 19 predstavnikov, izvoljenih na lokalnih volitvah. Vsak svet je razdeljen na okrožnega župana ali v Bezirksvorsteher. Vsako okrožje je razdeljeno v stanovanjske četrti (Wohnbereiche). Ta uradni izraz pa se ne uporablja v skupnem govoru, saj ni nobenih diskretnih opredelitev posameznih četrti. Namesto tega se uporablja izraz "Stadtteil", v glavnem se nanaša na vključene skupnosti. Okrožja so razdeljena tudi na 45 statističnih okrožij.
Seznam imen vsakega okrožja s svojimi stanovanjskimi in dodatnimi četrtmi (to so uradna imena, ki se deloma razlikujejo od uporabe v splošnem govoru):
- Mitte: Kernbereich (Centre)
- Nord: Coerde, Kinderhaus, Sprakel with Sandrup
- Ost: Dyckburg (in Mariendorf in Sudmühle), Gelmer z Gittrup, Handorf , St. Mauritz
- West: Albachten, Gievenbeck, Mecklenbeck, Nienberge in Häger, Schönebeck in Uhlenbrock, Roxel, Sentruper Höhe
- Süd-Ost: Angelmodde, Gremmendorf in Loddenheide, Wolbeck
- Hiltrup: Amelsbüren, Berg Fidel, Hiltrup

Center se lahko razdeli na zgodovinsko razvita mestna območja, katerih meje niso vedno strogo opredeljene, kot je npr.: Aaseestadt, Erphoviertel, Geistviertel, Hansaviertel, Herz-Jesu-Viertel, Kreuzviertel, Kuhviertel, Mauritzviertel, Neutor, Pluggendorf, Rumphorst, Schlossviertel, Südviertel, Uppenberg, Zentrum Nord

## Demografija
Münster ima dobrih 300.000 prebivalcev in več kot 10.000 drugih, ki imajo v mestu svoje sekundarno prebivališče. Mesto ima približno 50.000 tujcev. Pričakovana življenjska doba v Münstru je 76,3 leta za moške in 83,1 let za ženske. Povprečna starost prebivalcev je bila leta 2006 40.
Največje skupine tujcev v Münstru po državljanstvu:
| #  | Državljanstvo       | Št. prebivalcev (31. 12. 2016) |
| -- | ------------------- | ------------------------------ |
| 1  | Sirija              | 2.775                          |
| 2  | Poljska             | 2.265                          |
| 3  | Srbija              | 1.885                          |
| 4  | Turčija             | 1.735                          |
| 5  | Portugalska         | 1.636                          |
| 6  | Italija             | 1.143                          |
| 7  | Rusija              | 987                            |
| 8  | Kosovo              | 839                            |
| 9  | Irak                | 830                            |
| 10 | Španija             | 805                            |
| 11 | Bolgarija           | 723                            |
| 12 | Kitajska            | 699                            |
| 13 | Združeno kraljestvo | 684                            |
| 14 | Romunija            | 612                            |
| 15 | Hrvaška             | 605                            |

## Gospodarstvo
Veliki Münster je sedež številnim industrijam, kot so javni organi, svetovalne družbe, zavarovalnice, banke, računalniški centri, založbe, oglaševanje in oblikovanje. Storitveni sektor  ustvari več tisoč delovnih mest. Trgovci na drobno imajo približno 1,9 milijarde evrov prometa. Mesto ima še vedno mestne hiše tradicionalnih trgovcev in sodobne prodajalne.
Položaj na trgu dela v Münstru je »razmeroma dober«. Od približno 130.000 zaposlenih, ki so deležni prispevkov za socialno zavarovanje, več kot 80% dela v terciarnem sektorju, približno 17 % dela v sekundarnem sektorju in 1 % dela v primarnem sektorju.

## Znamenitosti
- Stolnica svetega Pavla, zgrajena v 13. stoletju v mešanici poznih romanskih in zgodnjih gotskih slogov. Po drugi svetovni vojni je bila povsem obnovljena. Ima astronomsko uro iz leta 1540, okrašeno z ročno poslikanimi zodiakalnimi simboli, ki sledijo gibanju planetov in igrajo melodijo Glockenspiel vsak dan popoldne.
- Prinzipalmarkt, glavna nakupovalna ulica v mestnem središču z gotsko mestno hišo (14. stoletje), v kateri je bil leta 1648 podpisan Vestfalski mir. Takoj severno od Prinzipalmarkta je Roggenmarkt.
- Cerkev svetega Lamberta (1375), s tremi kletkami, ki visijo iz stolpa nad uro. Leta 1535 so bile te kletke uporabljene za prikaz trupel Jana van Leidna in drugih voditeljev upora, ki so spodbujali poligamijo in odrekanje vseh stvari.
- Überwasserkirche, gotska dvoranska cerkev, posvečena leta 1340 kot samostanska cerkev, ki je postala Univerza v Münstru
- Palača knezoškofa Münstra, zgrajena leta 1767-87 kot bivališče za knezoškofov, baročnih arhitektov Johanna Conrada Schlauna in Wilhelma Ferdinanda Lipperja. Zdaj upravni center  Univerze.
- Botanični vrt Münster, ustanovljen leta 1803.
- Zwinger, trdnjava zgrajena leta 1528. Uporabljena od 18. do 20. stoletja kot zapor. Med drugo svetovno vojno je Gestapo uporabil Zwinger za usmrtitve.
- Krameramtshaus (1589), stara cehovska hiša, v kateri je bila nizozemska delegacija med podpisom Vestfalskega miru.
- Mestna hiša (Stadthaus) (1773)
- Hiša Rüschhaus (1743-49), posestvo v Nienbergeju, ki ga je zgradil Johann Conrad Schlaun
- Erbdrostenhof (1749-53), baročna palača, ki jo je zgradil tudi Schlaun, rezidenca Droste zu Vischering, plemenite družine in rojstni kraj Blažene Marije Božjega srca.
- Clemenskirche (1745-53), baročna cerkev, ki jo je zgradil Schlaun
- Vestfalski državni muzej umetnosti in kulturne zgodovine
- Univerzitetni biblični muzej
- Mestni muzej ("Stadtmuseum"), razstava velike zbirke, ki prikazuje politično in kulturno zgodovino mesta od začetka do danes
- Univerzitetni mineraloški muzej
- Vestfalski konjski muzej ("Hippomax")
- Mühlenhof - muzej na prostem, ki prikazuje tipično vestfalsko vas, kot je bila videti pred stoletji
- Vestfalski naravoslovni muzej, državni muzej in planetarij
- Zahodni pruski državni muzej ("Drostenhof Wolbeck")
- Muzej lakirnice (ustanovljen in upravlja podjetje BASF Coatings)
- Muzej za grafično umetnost Pabla Picassa, edini muzej, posvečen izključno grafičnim delom Pablo Picasso
- Pinkus Müller, edina pivovarna, ki je ostala v Münstru; prvotno jih je bilo več kot 150.
- Kip Kiepenkerl na trgu Kiepenkerl

## Pobratena mesta
Münster je pobraten z:
- York, Združeno kraljestvo[21]
- Orléans, Francija
- Kristiansand, Norveška
- Monastir, Tunizija
- Rishon LeZion, Izrael
- Fresno,  Kalifornija, ZDA
- Rjazan, Rusija
- Mühlhausen, Nemčija
- Lublin, Poljska[22]

## Galerija
- Simbolični meč, stara mestna hiša
- Glavna železniška postaja
- Promenada jeseni
- Marienplatz
- Stari kino Apollo, Marienplatz
- Mestno gledališče
- Mestna kjižnica
- Deželni muzej
- Sejemski prostor